# Double Dragon (film, 1992)
Pour les articles homonymes, voir Double Dragon.
Pour plus de détails, voir Fiche technique et Distribution.
Double Dragon ou Doublement vôtre au Québec est un film hongkongais réalisé par Tsui Hark et Ringo Lam, sorti le 25 janvier 1992.
Le film suit deux frères jumeaux qui sont séparés à la naissance. Le premier, Boomer, devient une petite frappe dans la ville de Hong Kong, tandis que le second, John Ma, est un grand chef d'orchestre. Lorsque Boomer commence à avoir des ennuis, John Ma se rend à Hong Kong pour un concert, c'est alors le début d'une série de quiproquos sans fin.

## Synopsis
En 1965, un couple de Hong Kong (Sylvia Chang et James Wong) adorent leurs jumeaux identiques nouveau-nés. Pendant ce temps, un dangereux chef de gang nommé Crazy Kung (Kirk Wong) est transporté en captivité dans le même hôpital. Celui-ci s'échappe et tente de prendre l'un des jumeaux en otage, et dans le chaos qui s'ensuit, les jumeaux sont définitivement séparés. L'un des jumeaux, nommé Ma Yau, est emmené en Amérique par ses parents et grandit pour devenir pianiste de concert et chef d'orchestre. L'autre jumeau, Ma Wan, est trouvé et élevé par une femme alcoolique nommée Tsui (Mabel Cheung), et devient un coureur de rue et un expert en arts martiaux nommé Bok Min. Pendant des années, aucun des deux jumeaux ne connait l'existence de l'autre.
26 ans plus tard, la vie des jumeaux (tous les deux joués par Jackie Chan) se croisent à nouveau : Bok Min et son meilleur ami Tyson (Teddy Robin) se mêlent à un gang dangereux, tandis que Ma Yau se prépare à diriger un grand concert à Hong-Kong. De plus, les jumeaux acquièrent des intérêts amoureux : Bok Min rencontre Barbara (Maggie Cheung), une chanteuse de club qui intéresse aussi Tyson, et Yau fait la connaissance de Tong Sum (Nina Li Chi), une jeune femme d'une famille respectable qui a une passion secrète pour les types de combattants. Finalement, les jumeaux se rencontrent et découvrent qu'ils partagent une connexion télépathique entre eux. En conséquence, une série de confusions comiques s'ensuit lorsque Ma Yau est accidentellement enrôlé par les gangsters pour participer en tant que conducteur de voiture à l'évasion de nul autre que Crazy Kung; Bok Min est à son tour obligé de diriger le concert de Yau (qui devient un succès retentissant bien qu'il n'ait absolument aucun talent musical); et les deux se retrouvent avec la petite amie de l'autre comme leur amour respectif.
Finalement, les choses arrivent à un point critique lorsque les gangsters kidnappent Tyson pour obliger Ma Yau à rendre une mallette destinée à Crazy Kung, que Ma Yau avait accidentellement emportée. Les jumeaux s'associent pour vaincre le gang qui a bouleversé leur vie et, lors d'une confrontation dans un centre d'essais de véhicules, Crazy Kung meurt dans une voiture en fuite. Le film se termine par le double mariage imminent des jumeaux avec leurs petites amies et la présentation de Bok Min à ses vrais parents; mais lorsque celui-ci prend peur et s'enfuit, Ma Yau part à sa recherche, un dernier maillon se met en place lorsque les invités du mariage attrapent les deux jumeaux ensemble et sont incapables de les distinguer.

## Fiche technique
- Titre : Double Dragon
- Titre original : Seong lung wui (雙龍會)
- Titre anglais : Twin Dragons
- Réalisation : Tsui Hark et Ringo Lam
- Scénario : Barry Wong, Tsui Hark et Joe Cheung
- Production : Teddy Robin et Ng See-Yuen
- Musique : Lowell Lo
- Photographie : Arthur Wong et Horace Wong
- Montage : Marco Mak
- Sociétés de production : Golden Way Films Ltd., Dimension Films, Distant Horizons, Hong Kong Film Directors Guild, Media Asia Films
- Sociétés de distribution : Golden Harvest, Media Asia Entertainment Group et Seasonal Film Corporation
- Pays d'origine : Hong Kong
- Format : Couleurs - 2,35:1 - Dolby Surround - 35 mm
- Genre : Action, comédie
- Durée : 100 minutes
- Dates de sortie :

Hong Kong : 25 janvier 1992
France : 16 juillet 1997

## Distribution
- Jackie Chan (VQ : François L'Écuyer) : John Ma / Boomer
- Maggie Cheung (VQ : Christine Séguin) : Barbara
- Nina Li Chi : Tammy
- Teddy Robin (VQ : François Sasseville) : Tyson
- Philip Chan : Chen, le Directeur de l'hôtel
- Anthony Chan : Employé d'hôtel
- Sylvia Chang : La mère des jumeaux
- James Wong : Le père des jumeaux
- Alfred Cheung : Boss Wing
- Jacob Cheung : Caissier au café
- Joe Cheung : Membre de l'orchestre
- Chor Yuen : Oncle Tang, le père de Tammy
- David Chiang : Agent de sécurité de l'hôtel
- Liu Chia-liang : Docteur
- Jamie Luk : Rocky
- Dennis Chan : un passeur
- John Woo : curé
- Tsui Hark : mécanicien
- Ringo Lam : mécanicien

## Autour du film
- Parmi les différents caméos présents dans le film, notons celui de John Woo en tant que prêtre lors du mariage, Liu Chia-liang en Docteur, Tsui Hark et Ringo Lam en mécaniciens.